# Джумада-ас-сані
Джумада-ас-сані — шостий місяць мусульманського місячного календаря. (Інша назва місяця — Джумада-аль-ахіра). У місяці 30 днів. Слово «джумада» походить від дієслова «замерзати». У давньому арабському сонячно-місячному календарі цей місяць був зимовим
| за гіджрою                         | перший день     | останній день  |
| ---------------------------------- | --------------- | -------------- |
| 1431                               | 15 травня 2010  | 12 червня 2010 |
| 1432                               | 4 травня 2011   | 2 червня 2011  |
| 1433                               | 22 квітня 2012  | 21 травня 2012 |
| 1434                               | 11 квітня 2013  | 10 травня 2013 |
| 1435                               | 1 квітня 2014   | 29 квітня 2014 |
| 1436                               | 21 березня 2015 | 19 квітня 2015 |
| 1437                               | 10 березня 2016 | 7 квітня 2016  |
| Джумада-аль-ахіра від 2010 до 2016 |                 |                |